# Anisognathus somptuosus
Anisognathus somptuosus là một loài chim trong họ Thraupidae.